# Nanjing, Guangdong
Nanjing (kinesiska: 南径) är en köping i sydöstra Kina. Den ligger i Puning i staden Jieyang i provinsen Guangdong, omkring 310 kilometer öster om provinshuvudstaden Guangzhou. Antalet invånare är 112 005. Befolkningen består av 56 108 kvinnor och 55 897 män. Barn under 15 år utgör 30 %, vuxna 15-64 år 63 %, och äldre över 65 år 6,0 %.